# 血小板減少症
血小板減少症（Thrombocytopenia）は、血液中の血小板が異常に少ない事を特徴とする病態である。血小板減少症は、集中治療患者に最も多く見られる凝固障害であり、内科系患者の20％、外科系患者の3分の1に見られる。
ヒトの血小板数の正常値は、血液1μLあたり150,000～450,000個である。この範囲外の値は必ずしも疾患を示すものではなく、緊急治療が必要な血小板減少症の一般的な定義は、血小板数が50,000/μL以下である。血小板減少症は、血液中の血小板数が異常に多い状態である血小板血症（Thrombocythemia，原因不明の場合）や血小板増加症（Thrombocytosis，原因判明の場合）と対比される。

## 徴候・症状

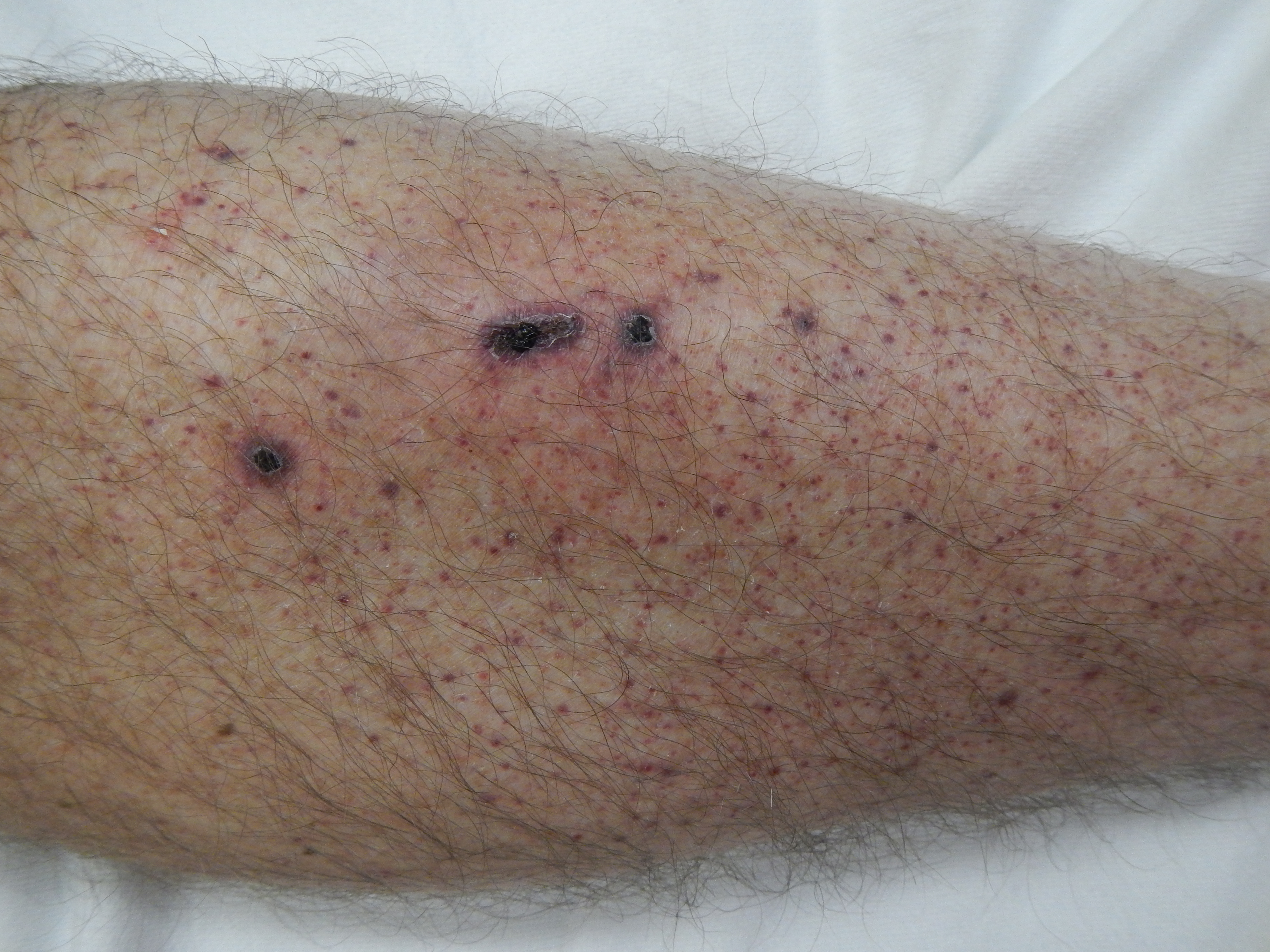
血小板減少症による下腿部の点状出血

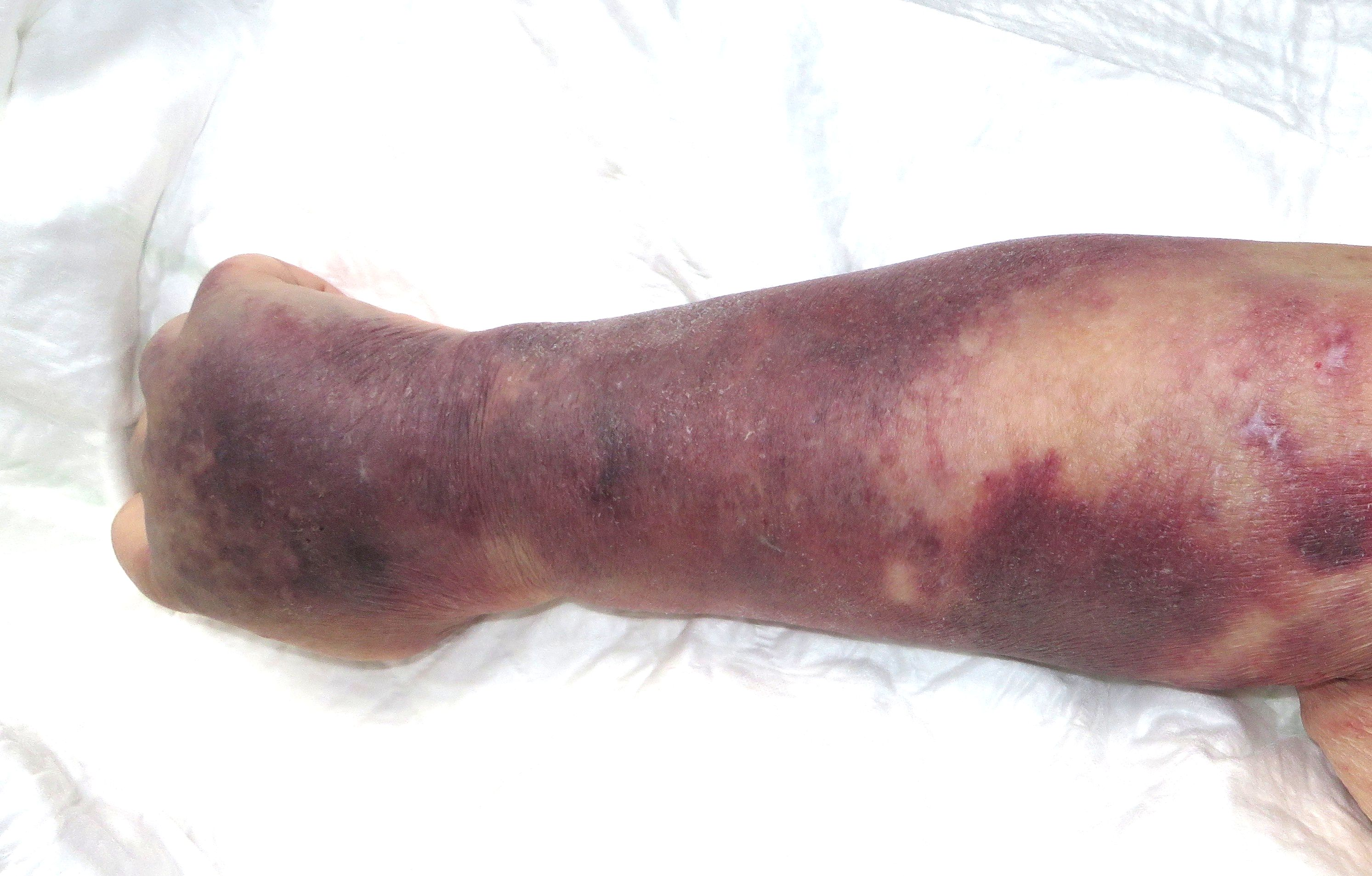
敗血症性ショックの患者の血小板減少による右上肢の紫斑

血小板減少症は通常、症状を伴わず、定期的な全血球算定で発見される。血小板減少症の患者の中には、鼻血や歯茎出血などの外出血を経験する患者もいる。女性では、生理が重く長くなり、破綻出血する事もある。痣、特に前腕の紫斑や、足、脚、粘膜の点状出血は、皮下の自然出血が原因である可能性がある。
血小板数の低下が他の疾患に起因するものではない事を確認する為には、充分な病歴を聴取する事が重要である。また、赤血球や白血球などの他の血球が抑制されていない事の確認も重要となる。痛みを伴わない丸く小さな（直径1～3mm）の点状出血は、通常、現れては消えていき、時には、集まって斑状出血を形成する。斑状出血は、点状出血よりも大きく、紫色、青色、黄緑色の皮膚の部分で、大きさや形は様々である。体の何処にでも発生する可能性がある。
また、この疾患の患者は、倦怠感、疲労感、全身の脱力感を訴える事がある（出血を伴う場合も伴わない場合もある）。後天性血小板減少症は、特定の薬剤の使用に関連しているケースがある。診察では、一般的に出血の痕跡（点状出血または斑状出血）が認められ、傷口からのゆっくりとした持続性の出血も見られる。成人の場合、口の中に血液の詰まった大きな水疱が出来る事がある。血小板数が30,000～50,000/mm3の場合は、軽度の外傷による打撲が予想される。15,000～30,000/mm3の場合は、自発的な打撲が見られる（主に腕や脚）。

## 成因
血小板減少症には、先天性のものと後天性のものがある。

### 血小板産生減少
血小板の産生量が異常に少ない場合は、以下の原因が考えられる。
- 脱水症状、ビタミンB12または葉酸の欠乏
- 白血病、骨髄異形成症候群、再生不良性貧血
- 肝不全における肝臓でのトロンボポエチン産生低下
- 敗血症、全身のウイルスまたは細菌感染
- レプトスピラ症
- 遺伝性症候群[14]
  - ACTN1（英語版）関連血小板減少症
  - 橈尺骨癒合症（英語版）を伴う無巨核球性血小板減少症
  - ANKRD26（英語版）関連血小板減少症
  - 常染色体優性血小板減少症
  - ベルナール・スリエ症候群（巨大血小板症（英語版）を伴うもの）
  - 先天性無巨核球性血小板減少症（英語版）
  - 先天性無巨核球性血小板減少症および橈尺骨癒合症
  - CYCS 関連血小板減少症
  - エプスタイン症候群（英語版）（巨大血小板症（英語版）を伴うもの）
  - ETV6関連血小板減少症
  - ファンコーニ貧血
  - フィラミン関連筋原線維性ミオパチーA
  - FYB（英語版）関連血小板減少症
  - グランツマン血小板無力症
  - 先天性血小板減少症を伴うGNEミオパチー（英語版）
  - 灰色血小板症候群（英語版）（巨大血小板症（英語版）を伴うもの）
  - ハリス血小板症候群（英語版）（巨大血小板症（英語版）を伴うもの）
  - 巨大血小板性血小板減少症および難聴
  - メイ・ヘグリン異常症（英語版）（巨大血小板症（英語版）を伴うもの）
  - MYH9（英語版）関連疾患（巨大血小板症（英語版）を伴うもの）
  - PRKACG（英語版）関連血小板減少症
  - パリ・トルーソー血小板減少（英語版）／ヤコブセン症候群（英語版）
  - セバスチャン症候群
  - SLFN14（英語版）関連血小板減少症
  - ストーモーケン症候群
  - TRPM7（英語版）関連血小板減少症
  - 血小板減少橈骨欠損症候群（英語版）
  - トロポミオシン4関連血小板減少症
  - TUBB1（英語版）関連血小板減少症
  - アップショー・シュールマン症候群（英語版）
  - ウィスコット・アルドリッチ症候群（英語版）
  - X連鎖性血小板減少症（英語版）
  - サラセミアを伴うX連鎖性血小板減少症（英語版）

### 血小板破壊増加

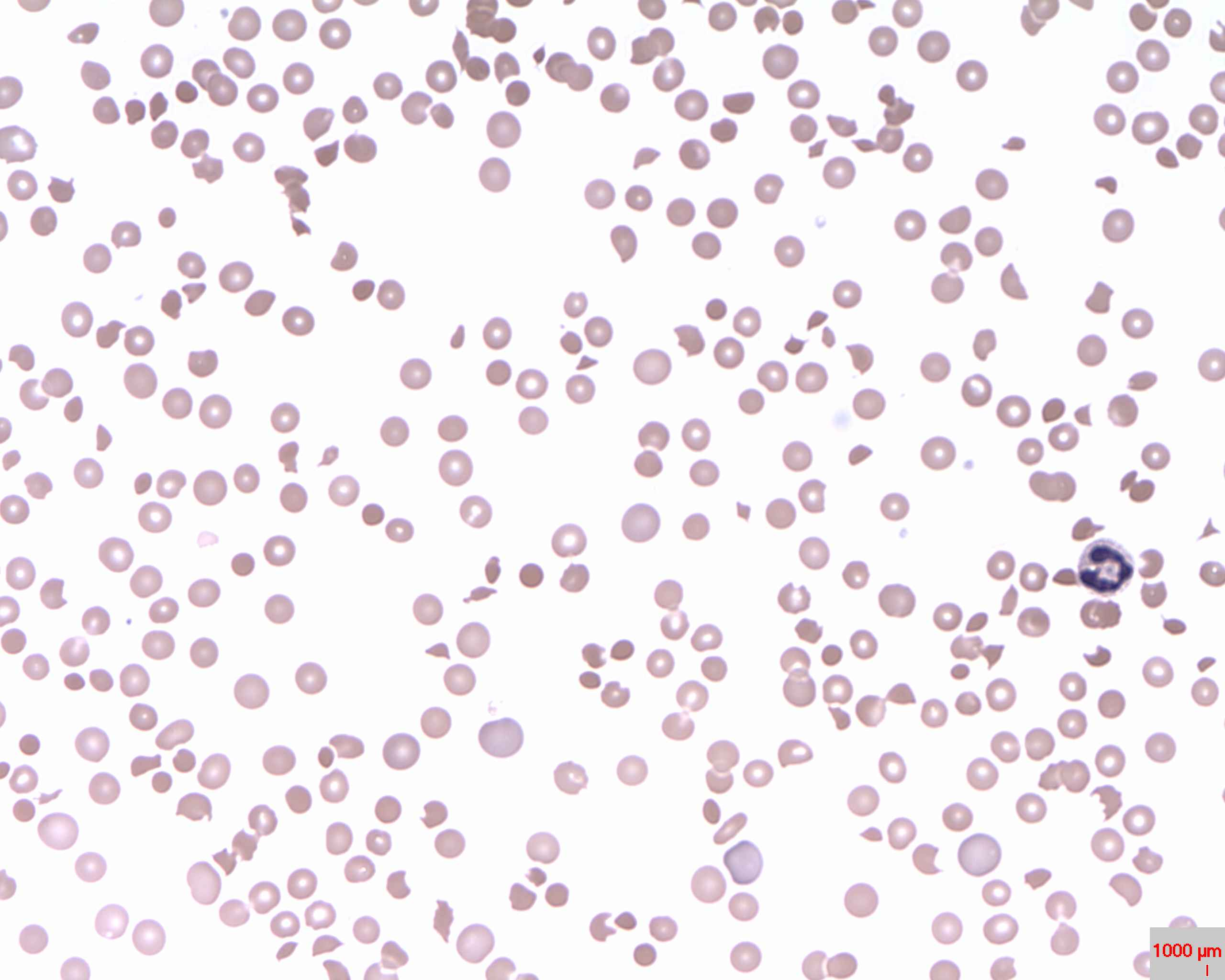
血栓性血小板減少性紫斑病

血小板の破壊率が異常に高い場合は、以下の様な免疫または非免疫疾患が原因である可能性がある。
- 免疫性血小板減少性紫斑病
- 血栓性血小板減少性紫斑病
- 溶血性尿毒症症候群
- 播種性血管内凝固症候群
- 発作性夜間ヘモグロビン尿症
- 抗リン脂質抗体症候群
- 全身性エリテマトーデス
- 輸血後紫斑病
- 新生児同種免疫性血小板減少症（英語版）
- 脾腫
- デング熱
- ゴーシェ病
- ジカウイルス感染

### 薬剤起因性
下記の薬剤は、直接的な骨髄抑制により血小板減少症を誘発する。
- バルプロ酸
- メトトレキサート
- カルボプラチン
- インターフェロン
- イソトレチノイン
- パノビノスタット
- H2拮抗薬、プロトンポンプ阻害薬

### その他の原因
- 全血球算定検体管に含まれる抗凝固剤EDTAを原因とする検査値誤差[要出典]。クエン酸添加血漿を用いた血小板測定が有用[17]。
- 蛇咬傷[18]
- ナイアシン毒性[19]
- ライム病[20]
- 血小板成分献血（英語版）[要出典]
- ニーマン・ピック病[21][22]
- コロナウイルスワクチン[23]

## 診断
血小板減少症を診断する為の臨床検査としては、全血球数、肝酵素、腎機能、ビタミンB12濃度、葉酸濃度、赤血球沈降速度、末梢血塗抹標本などが考えられる。血小板数減少の原因が不明確である場合は、血小板産生低下の場合と末梢での血小板破壊亢進の場合とを区別するために、通常、骨髄生検が推奨される。
入院中のアルコール依存症患者における血小板減少症は、脾臓の肥大、葉酸の欠乏の他、そして最も頻繁に見られるものとしては、血小板の産生・生存時間・機能に対するアルコールの直接的な毒性作用が原因であると考えられる。血小板数は、2～5日間の禁酒後に上昇し始める。この状態は一般的には良性で、臨床的に有意な出血は稀である。
重度の血小板減少症では、骨髄検査で巨核球の数、大きさ、成熟度が検査される。この情報で、血小板減少症の原因としての血小板産生非効率の理由を特定すると同時に、悪性疾患のプロセスを除外する事が出来る。

## 治療
治療は、疾患の重症度と原因に基づいて施行される。治療は、原因と疑われる薬剤の中止、基礎疾患である敗血症の治療など、根本的な問題を取り除く事に重点が置かれる。血小板の産生を高める為にコルチコステロイドが使用される事がある。また、骨髄での血小板産生を促進する為に、炭酸リチウムや葉酸を使用する事もある。

### 血小板輸血
血小板数の少ない患者に対して、血小板輸血が実施される事がある。

### 血栓性血小板減少性紫斑病
血栓性血小板減少性紫斑病（TTP）の治療は、それに伴う溶血性貧血や血小板の活性化により腎不全や意識レベルの変化を引き起こす可能性がある為、医療上の緊急課題となっている。TTPの治療は、1980年代に血漿交換法が適用され、革命的な進歩を遂げた。Furlan-Tsai仮説によると、この治療法は、ヴォン・ヴィレブランド因子を切断するプロテアーゼADAMTS-13に対する抗体を除去する事で効果を発揮する。また、血漿交換法は、活性のあるADAMTS-13プロテアーゼタンパク質を患者に与え、ヴォン・ヴィレブランド因子のマルチマーを正常な濃度に回復させる。ADAMTS-13に対する持続性の抗体を持つ患者が必ずしもTTPを発症するとは限らず、これらの抗体だけでは血漿交換法によるTTPの治療を説明するには不充分である。

### 免疫性血小板減少性紫斑病

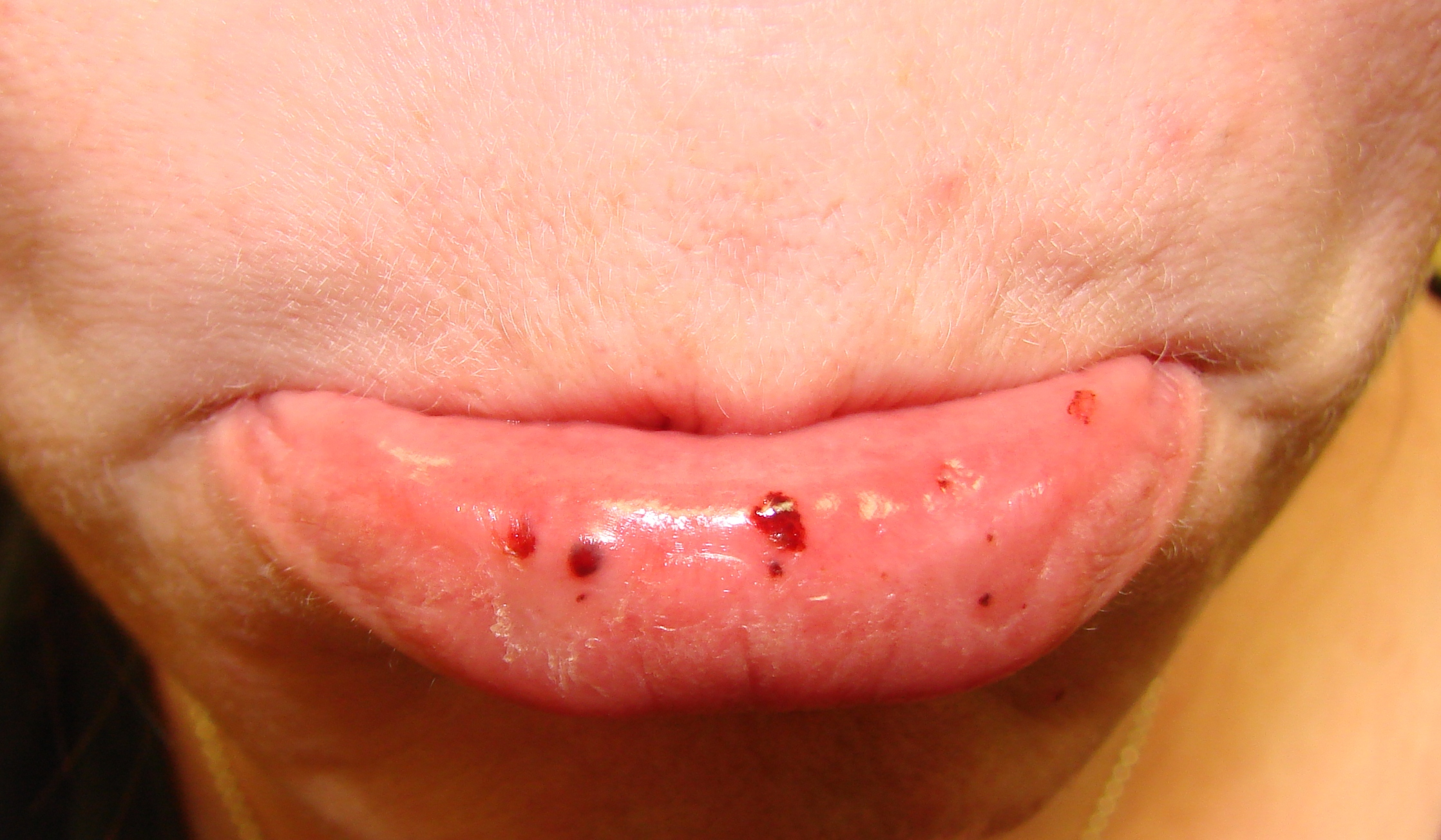
口腔内点状出血・紫斑病 ― 免疫性血小板減少性紫斑病

特発性血小板減少性紫斑病としても知られる免疫性血小板減少性紫斑病（ITP）の多くの症例は、治療せずに放置する事が可能であり、自然寛解（特に子供の場合）も珍しくない。しかし、血小板数が50,000/mm3以下の場合は、定期的な血液検査で経過を観察し、10,000/mm3以下の場合は、重篤な自然出血のリスクが高い為、通常は治療を行います。また、重篤な出血症状がある場合は、通常加療する。1990年代以降、ITPの治療基準は低下している。血小板数が10,000/mm3を超えていれば自然出血を起こす患者は殆どいないと認識されているが、この観察結果には例外もある。
トロンボポエチン類縁物質は、ITP治療のために広く試験されている。これらの薬剤は以前から期待されていたが、内因性トロンボポエチンに対する抗体を刺激したり、血栓症を引き起こすことが知られていた。ロミプロスチムは、難治性のITP患者、特に脾臓摘出後に再発した患者の治療に安全かつ有効である事が判明した。

### ヘパリン起因性血小板減少症
ヘパリン起因性血小板減少症（HIT）の場合、ヘパリンの投与を中止する事が重要である。しかし、それ以降は、一般的に血栓症を避ける為の治療が行われる。治療には、レピルジンやアルガトロバンなどの直接トロンビン阻害薬が使用される。その他の血液希釈剤として、ビバリルジンやフォンダパリヌクスが使用される事もある。出血ではなく血栓症が主な問題であるため、血小板輸血はHITの治療には日常的には使用されない。ワルファリンは、血小板が正常化するまでは推奨されない。

### 先天性無巨核球性血小板減少症（CAMT）
骨髄／幹細胞移植は、この遺伝子疾患の唯一の治療法として知られている。移植を行う前に患者が出血多量で死亡しない用に、頻繁に血小板が輸血されるが、これは必須とは限らない。

### ヒト誘導多能性幹細胞由来血小板
ヒト誘導多能性幹細胞由来血小板は、現在、民間企業が米国生物医学先端研究開発局や米国保健福祉省と共同で研究している、人体外で血小板を製造する技術である。

## 新生児血小板減少症
血小板減少症は少数の新生児が罹患する疾患であり、新生児集中治療室での有病率は高くなっている。通常、血小板減少症は軽度であり、何の影響もなく快癒する。殆どの症例は早産児で、胎盤の機能不全や胎児の低酸素症が原因である。その他の原因としては、同種免疫、遺伝、自己免疫、感染などがあるが、頻度は低い。
生後72時間以降に発症する血小板減少症は、多くの場合、基礎疾患である敗血症や壊死性腸炎の結果として生じる。感染症の場合は、PCR検査が病原体の迅速な同定や抗生物質耐性遺伝子の検出に有用である。想定される病原体としては、ウイルス（サイトメガロウイルス、風疹ウイルス、HIVなど）、細菌（ブドウ球菌、腸球菌など）が挙げられる。B群溶血性レンサ球菌、Listeria monocytogenes、大腸菌、インフルエンザ菌、Klebsiella pneumoniae、緑膿菌、Yersinia enterocoliticaなど）、真菌（カンジダなど）、トキソプラズマなどがある。血小板減少症の重症度は、病原体の種類と相関している可能性がある。幾つかの研究では、最重症な症例は、真菌またはグラム陰性菌の感染に関連している事が示されている。病原体は、出産時または出産前、授乳時、輸血時に感染し得る。インターロイキン-11は、特に敗血症や壊死性腸炎における血小板減少症を管理する薬剤として研究されている。